# Angus McLaren

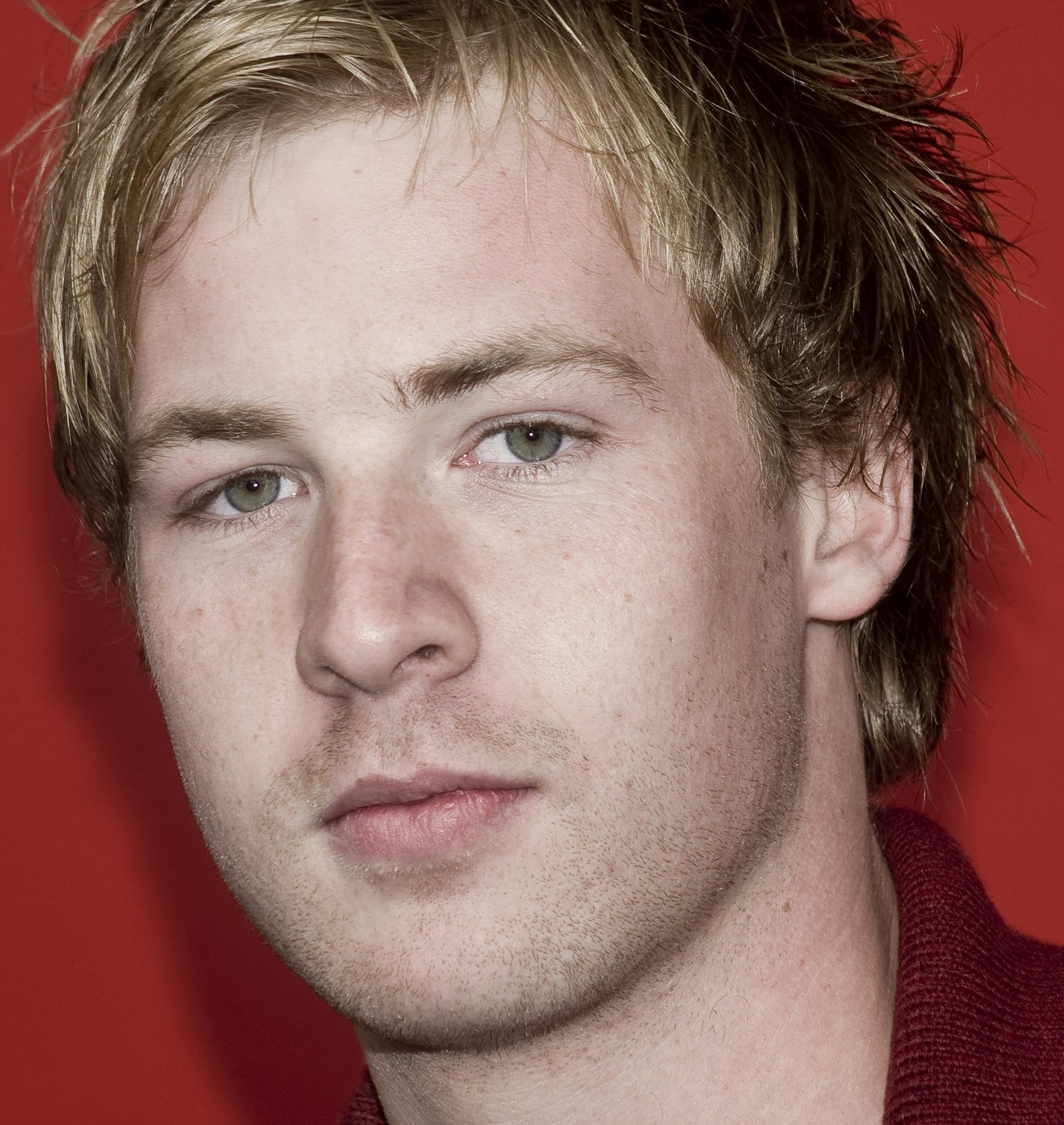
Angus McLaren

Angus McLaren (geboren op 3 november 1988) is een Australische acteur die vooral bekend is door zijn rollen in de televisieseries Packed to the Rafters als Nathan Rafter en H2O: Just Add Water als Lewis McCartney.

## Persoonlijk leven
McLaren werd geboren als jongste van drie jongens en groeide op met zijn broers Rhett en Aidan in Wonthaggi, Victoria, en groeide op op een zuivelboerderij in de buurt van Loch. Hij ging naar het Mary Mackillop College in Leongatha. Hij was de drummer van de band Rapids (Ballet Imperial) en speelde ook basgitaar in de band Bogey Lowensteins.

## Carrière

### 2000-2013
Hij speelde in een aantal school- en amateurproducties voor het Leongatha Lyric Theatre. Hij maakte zijn professionele debuut toen hij 12 jaar oud was met een terugkerende rol in de ABC-serie: Something in the Air. Verdere tv-credits volgden, waaronder de kinderseries Worst Best Friends, The Saddle Club en Fergus McPhail. Tevens een aantal gastrollen in Blue Heelers, Comedy Inc en een terugkerende rol in Neighbours.
McLaren's eerste hoofdrol kwam in 2004 met de kinderserie Silversun, die zowel op het Seven Network als op ABC werd uitgezonden. Zijn speelfilmdebuut volgde in 2005 met de low budget Melbourne speelfilm Court of Lonely Royals, geregisseerd door Rohan Michael Hoole. In 2005 werkte McLaren ook mee aan Last Man Standing en kreeg hij veel rollen in het reclame-stemmencircuit. In 2006 begon McLaren te werken aan de kindder/tienerserie H2O: Just Add Water, waarin hij vanaf de eerste serie tot halverwege het derde seizoen te zien was als Lewis McCartney.
Vanaf 2008 was hij te zien in Packed to the Rafters in de rol van Nathan Rafter. Hij speelde in 102 afleveringen tijdens de zes seizoenen van de serie.

### 2013-heden
Door 2013 en in 2014 volgde hij verschillende masterclasses in New York, LA, Sydney en Melbourne. Daarna studeerde hij een Bachelor of Acting aan de Western Australian Academy of Performing Arts in Perth, West-Australië. Tijdens zijn studie aan de WAAPA speelde Angus in acht theaterproducties van de WAAPA. Hij was The Marquis De Sade in WAAPA's productie van Marat/Sade, The Man in Tender Napalm en kreeg in zijn afstudeerjaar geweldige kritieken als vertolker van de titelrol in Shakespeare's Coriolanus.
In 2016 speelde hij het personage William "The Crimson Fiddler" Graham in Quartermaine. Hij won de Nine Network Channel 9 Best Actor Award bij de WA Screen Academy Awards voor zijn vertolking van Will in deze korte film.
In 2018 werd aangekondigd dat McLaren was toegetreden tot de cast van de Seven Network-soap Home and Away als terugkerend personage Lance Salisbury tijdens het eenendertigste seizoen van de show. Hij maakte zijn eerste opwachting in aflevering 6860, uitgezonden op 17 april 2018.

## Filmografie

### Films
| Jaar | Titel                  | Rol            | Opmerkingen |
| ---- | ---------------------- | -------------- | ----------- |
| 2006 | Court of Lonely Royals |                |             |
| 2009 | Sunset Over Water      | Andrew         | Korte film  |
| 2012 | Quietus                | Sam            | Korte film  |
| 2016 | Quartermaine           | William Graham | Korte film  |
| 2018 | The Naked Wanderer     | Jake           |             |
| 2018 | Hotel Mumbai           | Eddie          |             |

### TV
| Jaar      | Titel                 | Rol                              | Opmerkingen                                            |
| --------- | --------------------- | -------------------------------- | ------------------------------------------------------ |
| 2000–2002 | Something in the Air  | Jason Cassidy                    |                                                        |
| 2002      | Shuang Tong           | St. Louis slachtoffer van moord. |                                                        |
| 2002      | Worst Best Friends    |                                  |                                                        |
| 2002–2003 | Neighbours            | Michael Toohey/Jamie Clarke      | Season 18/Season 19                                    |
| 2003      | The Saddle Club       | Danny                            |                                                        |
| 2003      | CrashBurn             | Ben – 15 jaar oud                |                                                        |
| 2004      | Fergus McPhail        | Bob                              |                                                        |
| 2004      | Silversun             | Degenhardt Bell                  |                                                        |
| 2005      | Last Man Standing     | Brendan Delaney                  |                                                        |
| 2003–2005 | Blue Heelers          | Max Harrison / Brendan Delaney   |                                                        |
| 2006–2010 | H2O: Just Add Water   | Lewis McCartney                  |                                                        |
| 2008      | All Saints            | Angus Wilson                     |                                                        |
| 2008–2013 | Packed to the Rafters | Nathan Rafter                    | Hoofdrol in seizoen 1 t/m 4 & 6. Gastrol in seizoen 5. |
| 2017      | Doctor Doctor         | Dr. Toke                         |                                                        |
| 2018–2019 | Home and Away         | Lance Salisbury                  | Terugkerende rol: seizoen 31                           |
| 2019      | Bloom                 | Young Frank                      |                                                        |
| TBA       | Back to the Rafters   | Nathan Rafter                    |                                                        |

### Theater
| Jaar | Titel         | Rol        | Opmerkingen                                                    |
| ---- | ------------- | ---------- | -------------------------------------------------------------- |
| 2015 | Tender Napalm | The Man    | Western Australian Academy of Performing Arts stage production |
| 2015 | Marat/Sade    | Sade       | Western Australian Academy of Performing Arts stage production |
| 2016 | Coriolanus    | Coriolanus | Western Australian Academy of Performing Arts stage production |